# Бентон-Гайтс (Мічиган)
Бентон-Гайтс (англ. Benton Heights) — переписна місцевість (CDP) в США, в окрузі Беррієн штату Мічиган. Населення — 3652 особи (2020).

## Географія
Бентон-Гайтс розташований за координатами 42°7′20″ пн. ш. 86°24′54″ зх. д. / 42.12222° пн. ш. 86.41500° зх. д. (42.122196, -86.415051).  За даними Бюро перепису населення США в 2010 році переписна місцевість мала площу 9,97 км², з яких 9,97 км² — суходіл та 0,01 км² — водойми.

## Демографія
Згідно з переписом 2010 року, у переписній місцевості мешкали 4084 особи в 1409 домогосподарствах у складі 938 родин. Густота населення становила 410 осіб/км².  Було 1686 помешкань (169/км²).
Расовий склад населення:
| - 62,2 % — чорних або афроамериканців - 29,2 % — білих - 0,6 % — корінних американців - 0,2 % — азіатів - 5,0 % — осіб інших рас |

До двох чи більше рас належало 2,8 %. Частка іспаномовних становила 8,1 % від усіх жителів.
За віковим діапазоном населення розподілялося таким чином: 31,4 % — особи молодші 18 років, 56,3 % — особи у віці 18—64 років, 12,3 % — особи у віці 65 років та старші. Медіана віку мешканця становила 32,1 року. На 100 осіб жіночої статі у переписній місцевості припадало 92,6 чоловіків;  на 100 жінок у віці від 18 років та старших — 88,6 чоловіків також старших 18 років.
Середній дохід на одне домашнє господарство  становив 29 217 доларів США (медіана — 23 929), а середній дохід на одну сім'ю — 28 668 доларів (медіана — 24 136). Медіана доходів становила 23 325 доларів для чоловіків та 21 484 долари для жінок. За межею бідності перебувало 44,9 % осіб, у тому числі 55,3 % дітей у віці до 18 років та 28,5 % осіб у віці 65 років та старших.
Цивільне працевлаштоване населення становило 1284 особи. Основні галузі зайнятості: виробництво — 26,3 %, освіта, охорона здоров'я та соціальна допомога — 22,9 %, мистецтво, розваги та відпочинок — 13,9 %, науковці, спеціалісти, менеджери — 9,9 %.